# زبيغنيو غرازيوفسكي
زبيغنيو غرازيوفسكي (بالبولندية: Zbigniew Grzybowski)‏ هو لاعب كرة قدم بولندي في مركز الهجوم، ولد في 1976 في تكيف (مدينة) في بولندا. لعب مع أولمبياكوس نيقوسيا وزاغويمبيه لوبين وغورنيك وانشنا.